# Мангышлакский залив
Мангышла́кский залив — залив в северо-восточной части Каспийского моря, расположен между полуостровами Мангышлак и Бузачи на территории Мангистауской области Казахстана.
В глубине залива выделяют небольшие заливы Сарыташ и Кочак. В западной части залива расположена группа Тюленьих островов.
Размеры залива: длина — около 100 км, ширина у входа — около 70 км. Глубина 10—12 м. Берег южной части залива высокий и обрывистый, в то время как восточный — низменный. В зимнее время залив обычно замерзает.